# Krystyna von Barby
Krystyna von Barby, niem. Christine Graffin von Barby-Mühlingen, właśc. Krystyna hrabina von Barby-Mühlingen (ur. luty 1551 w Dreźnie, zm. 9 kwietnia 1605 w Mansfeld) – niemiecka hrabina, Córka hrabiego Wolfganga I von Barby (1494–1565) i Agnieszki von Mansfeld (1511–1558).
W roku 1571 wyszła za mąż za hrabiego Brunona I von Mansfelda (1545–1615), z którym była skoligacona (jej pradziadek ze strony matki i pradziadek męża byli braćmi). Urodziła jedenaścioro dzieci (siedmiu synów i cztery córki), z czego troje zmarło w młodości, a jeden z synów, Fryderyk (1574–1592), u progu wieku dojrzałego. Przedostatni syn, Joachim Mansfeld (1581–1623), był znanym z wojny z Rzecząpospolitą o Inflanty generałem w służbie szwedzkiej.